# Blüten, Gauner und die Nacht von Nizza
Blüten, Gauner und die Nacht von Nizza ist eine deutsch-französische Filmkomödie aus dem Jahr 1966 von Jean-Paul Le Chanois mit Jean Gabin, Liselotte Pulver und Curd Jürgens in den Hauptrollen.

## Handlung
Joseph Martin, ein gutmütiger, brummbäriger, älterer Herr, der in Argenteuil in der Nähe von Paris urgemütlich in einem Eisenbahnwaggon wohnt, wird wegen seiner Liebe zu seinen Gartenpflanzen von allen nur Monsieur „Tulipe“ genannt. Offiziell verdient der stämmige Mann seinen Lebensunterhalt mit naiver Malerei. In Wahrheit aber ist Monsieur Tulipe ein begnadeter Banknotenfälscher, der mit der Herstellung von Blüten mit niedriger Franc-Summe (niemals mehr als 10 Francs) für den tagtäglichen Bedarf seine ansonsten kargen Einkünfte ein wenig aufbessert. Nur sein Patenkind Noël und dessen frisch Angetraute, die Schweizer Krankenschwester Hilda, kennen sein wohlgehütetes Geheimnis. Vor allem Hilda ist es, die den Alten dazu drängt, sich mehr den großen Geldscheinen zu widmen. Schließlich gibt Joseph Hildas Drängen nach, und er, Hilda und Noël lassen sich an der Côte d’Azur nieder, wo sich viele reiche Menschen tummeln. Monsieur Tulipe lässt es sich dort recht gut gehen und findet als Künstler Anklang bei dem weltmännischen Baron de Santis, dem Tulipes Gemälde ausgezeichnet gefallen.
Die beiden Herren freunden sich an, und der Baron lädt daraufhin Monsieur Tulipe auf seine standesgemäße Yacht ein. Schließlich möchte er seine neueste Trouvaille in der High Society Südfrankreichs einführen. Dazu gehen die Männer erst einmal ins Casino, wo der Banknotenfälscher mit seinen edlen Blüten rasch ein Vermögen gewinnt. Damit finanziert er zunächst Noëls und Hildas Hochzeitsreise, ein großzügiges Taschengeld inklusive. Entsetzt angesichts der massierten Polizeipräsenz vor Ort machen sich Hilda und Noël augenblicklich daran, sämtliche Banknoten, derer sie habhaft werden können, als gefährliche Beweismittel gegen sie und Monsieur Tulipe zu verbrennen. Wie können sie ahnen, dass es sich dabei um echte, im Casino durch Tulipes Riesengewinn „gewaschene“ Scheine handelte? Monsieur Tulipe jedenfalls kauft sich vom Rest seines Gewinns eine Kutsche mit Pferd, um zu seinem Blumengarten nach Argenteuil zurückzukehren.

## Produktionsnotizen
Blüten, Gauner und die Nacht von Nizza wurde im Franstudio von Saint-Maurice sowie in den Studios de la Victorine (heute: Studios Riviera) von Nizza gedreht und am 7. Oktober 1966 in Paris uraufgeführt. Die deutsche Erstaufführung erfolgte am 27. Dezember 1966. Anlässlich des bevorstehenden 70. Geburtstages von Gabin (17. Mai 1974) wurde der Film am 11. Mai 1974 erstmals im deutschen Fernsehen (im ZDF zur Hauptsendezeit) ausgestrahlt.
Paul-Louis Boutié entwarf die Filmbauten.
Das im französischsprachigen Originaltitel erwähnte Argenteuil ist eine ländliche, im Umland von Paris gelegene Gemeinde.
Diese filmische Zusammenarbeit von Gabin und Lilo Pulver war bereits die zweite innerhalb von zwei Jahren. 1964 drehten sie, ebenfalls unter der Regie von Le Chanois, zusammen die Komödie Monsieur. Blüten, Gauner und die Nacht von Nizza war bereits die vierte (und zugleich letzte) Zusammenarbeit zwischen Gabin und Regisseur Le Chanois. Der Regisseur nahm mit diesem Film Abschied vom Kino.

## Synchronisation
| Rolle            | Darsteller        | Synchronsprecher  |
| ---------------- | ----------------- | ----------------- |
| Joseph Martin    | Jean Gabin        | Klaus W. Krause   |
| Hilda            | Liselotte Pulver  | sie selbst        |
| Baron de Santis  | Curd Jürgens      | er selbst         |
| Noël             | Pierre Vernier    | Harry Wüstenhagen |
| Patricia         | Katrin Schaake    | Ursula Heyer      |
| Restaurantchef   | Noël Roquevert    | Hans Hessling     |
| Dora             | Mary Marquet      | Leny Marenbach    |
| Patrick Gérard   | Serge Gainsbourg  | Thomas Danneberg  |
| Thérèse          | Annie Savarin     | Marianne Lutz     |
| Monsieur Arnaud  | Charles Blavette  | Konrad Wagner     |
| Hoheit im Kasino | Jeanne Fusier-Gir | Elfe Schneider    |
| Croupier         | Géo Beuf          | Gerd Martienzen   |
| Küster           | Bernard Musson    | Dietrich Frauboes |

## Kritiken
„Der deutsch-französische Farbfilm (Regie: Jean-Paul le Chanois) hat liebenswerte, augenzwinkernde Momente, in denen man den großen alten Jean Gabin als Tulipe und eine lustige, immer präsente Liselotte Pulver als Patensohn-Verlobte bewundern kann. Aber es gibt in ihm auch weite Durststrecken, vor allem die, in denen zum x-fachen Male das Leben der Playgirls und Playboys der High Society und Halb-High-Society (an ihrer Spitze Curd Jürgens als Baron) durch den Kakao gezogen wird. Da fehlt der Pfeffer, da fehlt auch fast immer der Witz.“

Im Lexikon des internationalen Films heißt es: „Langweiliges Spießer-Porträt mit belanglosem Inhalt, dem auch ein guter Hauptdarsteller nichts abgewinnen kann.“
Cinema merkte an: „Langweilig und bieder. Da kann auch ein Jean Gabin nichts mehr ausrichten. Fazit: Öde Flachsereien in schönem Ambiente.“

„Läppischer französisch-deutscher Kriminalschwank.“